# Jiří Padrta
Jiří Padrta (29. dubna 1929 Praha – 24. dubna 1978 Praha) byl český teoretik umění, výtvarný kritik, redaktor, kurátor a překladatel.

## Životopis
V letech 1948–1953 vystudoval učitelství aprobace výtvarná výchova a francouzština na Pedagogické fakultě Univerzity Karlovy (prof. Miroslav Míčko, Martin Salcman) a obhájil zde rigorózní práci (PhDr., 1953).
Po ukončení studia byl zaměstnán jako středoškolský profesor v Soběslavi. V letech 1955–1970 byl redaktorem časopisu Výtvarná práce (v roce 1970 krátce šéfredaktorem, předtím než bylo vydávání ukončeno). Roku 1956 byl na tříměsíčním pobytu ve Francii. Roku 1957 organizoval spolu s Miroslavem Lamačem a Janem M. Tomešem přelomovou výstavu Zakladatelé moderního českého umění v Domě umění města Brna, kde byla poprvé od komunistického převratu představena česká předválečná avantgarda. V témže roce vyšel jeho článek Umění nezobrazující a neobjektivní, jeho počátky a vývoj v časopisu Výtvarné umění, kde představil abstraktní umění Kandinského, Duchampa, Hartunga, G. Mathieu, Mondriana, Miróa, Wolse, Pollocka, Dubuffeta, P. Soulage, italských futuristů, ad. Tento článek zásadně ovlivnil mnoho českých umělců a stál u vzniku domácího abstraktního umění.
Padrta ovládal francouzštinu, němčinu, italštinu a ruštinu, znal se osobně s významnými zahraničními umělci i kunsthistoriky (Pierre Restany, G. Tassiot Talabot, A. Hasek, H. P. Riese) a díky práci v redakci Výtvarné práce, kam přicházely odborné časopisy ze zahraničí, patřil k nejlépe informovaným českým výtvarným teoretikům. Podle Jiřího Šetlíka, který vedl redakci Výtvarné práce od roku 1964, si Padrta vydobyl úctu mimo jiné svou schopností analyzovat na základě pramenů teoretická východiska avantgardního umění.
Roku 1964 byl spoluzakladatelem a teoretikem skupiny Křižovatka a svou rozsáhlou teoretickou a publikační činností se podílel na uvedení konstruktivních tendencí do Československa. Podílel se na významných výstavních projektech věnovaných lettrismu (Obraz a písmo, 1966) a abstrakci (Nová citlivost, 1968, výstavy v Praze, Brně, Karlových Varech). Myšlenka nové citlivosti je velice úzce spojena s ideou nového humanismu, která spočívá v nové reálnosti, věcnosti a konkrétnosti a usiluje o smír dávného sváru mezi člověkem a jím stvořeným světem vědy a techniky. Jiří Padrta se jí věnoval ve své kritické stati K situaci.
Roku 1965 navštívil spolu s Miroslavem Lamačem Moskvu, kde měl možnost seznámit se se současným ruským neoficiálním uměním i se zakázanými díly Kazimira Maleviče. Malevičem se zabýval i po roce 1971, kdy mu bylo znemožněno publikovat. Přednášel o něm v Německu a připravoval monografii, kterou už nemohl vydat.
Byl výrazným typem české výtvarné teorie a umělecké kritiky, zaměřený na francouzské umění, ruskou avantgardu, lettrismus a konstruktivní tendence českého umění. Vyvrcholením jeho práce byla studie Kazimir Malevič a suprematismus, která vyšla až posmrtně, stejně jako kniha Osma a Skupina výtvarných umělců 1907–1917 (1992). Jeho texty vynikají teoretickou fundovaností, širokou vzdělaností a mimořádně přesným hodnocením.
Publikoval články v časopisech Výtvarná práce, Výtvarné umění, Umění, Domov, Estetika, Flash Art, Das Kunstwerk, Opus International, Kultura, Knižní kultura, Kulturní tvorba, Listy pro literaturu a diskusi, Umění a řemesla, Tvorba, Literární listy, Literární noviny. 
V době normalizace ztratil možnost publikovat a onemocněl vážnou srdeční chorobou. Jeho syntetická práce o českém kubismu a monografie Marcela Duchampa již nevyšla. Zemřel předčasně roku 1978 těsně před svými 49. narozeninami.

### Soukromí
Jiří Pardta se v roce 1955 oženil s Ludmilou Rencovou-Padrtovou. Jeho mladší bratranec byl Ivan Martin Jirous. Padrta ho přivedl ke studiu výtvarného umění a Jirous se později stal i externím redaktorem časopisu Výtvarná práce. Padrta ovlivnil také Jirousovu spolužačku a pozdější manželku Věru Jirousovou a svou sestřenici Zorku Ságlovou, která vystudovala textilní tvorbu na Vysoké škole uměleckoprůmyslové v Praze. Jejímu muži Janu Ságlovi nabídl Padrta možnost fotografovat pro časopisy Výtvarná práce a Výtvarné umění.